# Mersin Cup 2014
Il Mersin Cup 2014 è stato un torneo di tennis facente parte della categoria ATP Challenger Tour nell'ambito dell'ATP Challenger Tour 2014. È stata la 3ª edizione del torneo che si è giocato a Mersin in Turchia dal 7 al 13 aprile 2014 su campi in terra rossa e aveva un montepremi di €64,000.

## Partecipanti singolare

### Teste di serie
| Nazionalità          | Giocatore             | Ranking | Testa di serie |
| -------------------- | --------------------- | ------- | -------------- |
| Spagna               | Pere Riba             | 107     | 1              |
| Austria              | Andreas Haider-Maurer | 108     | 2              |
| Slovenia             | Aljaž Bedene          | 113     | 3              |
| Germania             | Julian Reister        | 115     | 4              |
| Romania              | Adrian Ungur          | 117     | 5              |
| Germania             | Michael Berrer        | 124     | 6              |
| Turchia              | Marsel İlhan          | 151     | 7              |
| Bosnia ed Erzegovina | Damir Džumhur         | 158     | 8              |

### Altri partecipanti
Giocatori che hanno ricevuto una wild card:
- Anil Yuksel
- Baris Erguden
- Cem İlkel
- Tuna Altuna

Giocatori che sono passati dalle qualificazioni:
- Nicolas Reissig
- Philipp Davydenko
- Michael Linzer
- Claudio Fortuna

## Partecipanti doppio

### Teste di serie
| Nazionalità   | Giocatore       | Nazionalità   | Giocatore      | Ranking | Testa di serie |
| ------------- | --------------- | ------------- | -------------- | ------- | -------------- |
| Italia        | Riccardo Ghedin | Italia        | Claudio Grassi | 273     | 1              |
| Taipei cinese | Lee Hsin-han    | Nuova Zelanda | Artem Sitak    | 314     | 2              |
| Paesi Bassi   | Stephan Fransen | Paesi Bassi   | Wesley Koolhof | 329     | 3              |
| Bielorussia   | Sergey Betov    | Bielorussia   | Alexander Bury | 365     | 4              |

### Altri partecipanti
Coppie che hanno ricevuto una wild card:
- Marsel İlhan /  Cem İlkel
- Anıl Yüksel /  Efe Yurtacan
- Tuna Altuna /  Baris Erguden

## Vincitori

### Singolare
Damir Džumhur ha battuto in finale  Pere Riba con il punteggio di 7–6(7–4), 6–3

### Doppio
Radu Albot /  Jaroslav Pospíšil hanno battuto in finale  Thomas Fabbiano /  Matteo Viola con il punteggio di 7–6(9–7), 6–1